# NGC 3654
NGC 3654 (również PGC 35025 lub UGC 6407) – galaktyka spiralna (S?), znajdująca się w gwiazdozbiorze Wielkiej Niedźwiedzicy. Odkrył ją William Herschel 6 kwietnia 1793 roku.